# Isaac Carcelén
Isaac Carcelén Valencia (El Puerto de Santa María, 23 aprile 1993) è un calciatore spagnolo, difensore del Cadice.

## Carriera
Cresciuto nel settore giovanile del Real Betis, dopo quattro stagioni trascorse con la seconda squadra dei bianco-verdi, il 6 luglio 2015 passa al Real Saragozza, con cui firma un triennale. Il 9 luglio 2017 viene ceduto al Leonesa; il 21 luglio 2018, in seguito alla retrocessione del club in Segunda División B, si trasferisce al Rayo Majadahonda.

## Statistiche

### Presenze e reti nei club
Statistiche aggiornate all'8 dicembre 2018.
| Stagione              | Squadra               | Campionato            | Campionato | Campionato | Coppe nazionali | Coppe nazionali | Coppe nazionali | Coppe continentali | Coppe continentali | Coppe continentali | Altre coppe | Altre coppe | Altre coppe | Totale | Totale |
| Stagione              | Squadra               | Comp                  | Pres       | Reti       | Comp            | Pres            | Reti            | Comp               | Pres               | Reti               | Comp        | Pres        | Reti        | Pres   | Reti   |
| --------------------- | --------------------- | --------------------- | ---------- | ---------- | --------------- | --------------- | --------------- | ------------------ | ------------------ | ------------------ | ----------- | ----------- | ----------- | ------ | ------ |
| 2015-2016             | Real Saragozza        | SD                    | 25         | 1          | CR              | 1               | 0               | -                  | -                  | -                  | -           | -           | -           | 38     | 4      |
| 2016-2017             | Real Saragozza        | SD                    | 25         | 0          | CR              | 0               | 0               | -                  | -                  | -                  | -           | -           | -           | 25     | 0      |
| Totale Real Saragozza | Totale Real Saragozza | Totale Real Saragozza | 50         | 1          |                 | 1               | 0               |                    | -                  | -                  |             | -           | -           | 51     | 4      |
| 2017-2018             | Leonesa               | SD                    | 35         | 4          | CR              | 1               | 2               | -                  | -                  | -                  | -           | -           | -           | 36     | 6      |
| 2018-2019             | Rayo Majadahonda      | SD                    | 15         | 3          | CR              | 2               | 1               | -                  | -                  | -                  | -           | -           | -           | 17     | 4      |
| Totale carriera       | Totale carriera       | Totale carriera       | 100        | 8          |                 | 4               | 3               |                    | -                  | -                  |             | -           | -           | 104    | 11     |